# Langen Jarchow
Langen Jarchow este o comună din landul Mecklenburg-Pomerania Inferioară, Germania.
1. 1 2  GeoNames